# Rescue Me / Smile Again
Singles de Every Little Thing
Sure
(2000) Ai no Kakera
(2000)
Rescue Me / Smile Again est le quinzième single du groupe Every Little Thing.

## Détails
Le single sort le 14 juin 2000 au Japon sur le label Avex Trax, au format maxi single, cinq mois après le précédent single du groupe, Sure. Il atteint la 2e place du classement hebdomadaire des ventes de l'Oricon, et reste classé pendant trois semaines.  Étant un recut single dont les titres étaient déjà tous parus en album, il se vend peu et est alors le single le moins vendu du groupe. C'est son dernier single à avoir été écrit, composé et produit par Mitsuru Igarashi qui a quitté le groupe en avril précédent, et c'est donc le dernier disque de la formation originale en trio.
C'est un single "double face A" contenant deux chansons principales, Rescue Me et Smile Again, mais aussi une troisième, The One Thing, et leurs trois versions instrumentales ; il contient aussi une version remixée de chacune des deux chansons principales, soit huit titres en tout. 
La première chanson Rescue Me a été utilisée comme thème musical pour une publicité ; elle figurait déjà sur le troisième album du groupe, Eternity sorti trois mois auparavant, mais a été remaniée pour le single. Elle figurera aussi sur ses compilations Every Best Single 2 de 2003 et Every Best Single - Complete de 2009, et sera également remixée sur les albums de remix Euro Every Little Thing de 2001, ELT Trance et The Remixes III: Mix Rice Plantation de 2002. 
La deuxième chanson, qui est en fait The One Thing dans l'ordre des pistes, a été utilisée comme générique du film Cross Fire. Elle figurait déjà sur l'album Eternity, mais a elle aussi été remaniée pour le single ; elle sera également remixée sur l'album The Remixes III: Mix Rice Plantation. 
La troisième chanson Smile Again a aussi été utilisée comme thème musical pour une publicité. Elle figurait déjà telle quelle sur Eternity, et sera elle aussi remixée sur The Remixes III: Mix Rice Plantation ; elle ne figurera pas sur la compilation de singles Every Best Single 2, mais sera présente sur celle de 2009 Every Best Single - Complete.

## Liste des pistes
Toutes les chansons sont composées et arrangées par Mitsuru Igarashi.
| CD    | CD                                                              | CD                 | CD    | CD | CD | CD | CD | CD | CD |
| No    | Titre                                                           | Paroles            | Durée |    |    |    |    |    |    |
| ----- | --------------------------------------------------------------- | ------------------ | ----- | -- | -- | -- | -- | -- | -- |
| 1.    | Rescue Me (Single Mix) (Rescue me ...)                          | Mitsuru Igarashi   | 4:19  |    |    |    |    |    |    |
| 2.    | The One Thing (Single Mix)                                      | Every Little Thing | 4:44  |    |    |    |    |    |    |
| 3.    | Smile Again                                                     | Every Little Thing | 4:30  |    |    |    |    |    |    |
| 4.    | Rescue Me (Remix) (remixé par Mitsuru Igarashi et Naoki Atsumi) | Mitsuru Igarashi   | 6:35  |    |    |    |    |    |    |
| 5.    | Smile Again (Dub's Knock On Remix) (remixé par Dub Master X)    | Every Little Thing | 8:08  |    |    |    |    |    |    |
| 6.    | Rescue Me (Instrumental) (Rescue me ...)                        |                    | 4:19  |    |    |    |    |    |    |
| 7.    | The One Thing (Instrumental)                                    |                    | 4:44  |    |    |    |    |    |    |
| 8.    | Smile Again (Instrumental)                                      |                    | 4:30  |    |    |    |    |    |    |
| 41:49 |                                                                 |                    |       |    |    |    |    |    |    |